# Burg Wartenberg (Stuttgart)
Die Burg Wartenberg, auch Wartinberch, Pragburg, Wartberg und Warpperg genannt, ist eine abgegangene Höhenburg auf dem Wartberg etwa 3400 Meter nördlich des Alten Schlosses in Stuttgart-Nord in Baden-Württemberg und unweit des Pragsattels.

## Geschichte
Der Flurname Wartberg bedeutet „Berg, von dem Ausschau gehalten wurde“. Von der Burg haben sich kaum Nachrichten erhalten. Vielleicht war sie identisch mit die Burg Wartinberch, die 1133 in einer Fehde zwischen Graf Adelbert IV. von Calw-Löwenstein und Herzog Welf VI. durch den Welfen zerstört wurde. Allerdings könnte es sich bei der Burg Wartinberch auch die Burg Wart bei Aspach gehandelt haben, die ebenfalls Wartenberg genannt wurde. Ab 1466 wird die Burg, von der keine Reste mehr erhalten sind, nur noch als Burgstall ob dem Störzenbach genannt. Gelegentliche Funde von alten Mauersteinen in dem Bereich konnten der Burg nicht eindeutig zugeordnet werden.